# セシル・ヘフテル
セシル・ランダウ・ヘフテル(英語: Cecil Landau Heftel, 1924年9月30日 - 2010年2月4日)は、アメリカ合衆国出身の政治家、事業家。所属政党は民主党。 アメリカ合衆国下院議員(通算5期)。

## 経歴・人物
1924年9月30日、へフテルはイリノイ州クック郡シカゴに生まれた。地元の公立学校を卒業すると、1951年にアリゾナ州立大学で学士号を取得した。その後、ユタ大学とニューヨーク大学でも勉強を続けた。
太平洋戦争が勃発すると、へフテルは1943年にアメリカ陸軍に入隊し、1946年まで従軍した。
1960年代にホノルルに移住し、州内大手のラジオ局「KGMBAM-FM」や州初のテレビ局「KGMB-TV」を所有していた。ラジオとテレビ業界で成功したへフテルは1976年にアメリカ下院議員選挙で当選し、事業を売却した。以後、ハワイ州知事選に立候補するために1986年7月11日に辞任するまで5期の任期を務めた。
ハワイ州知事選挙に民主党から立候補した。予備選挙の9日前、地元紙「ホノルルスターアドバタイザー」が行った世論調査では、へフテルが最も支持を集めており、次点のジョン・ワイヘエ副知事に21ポイント差を付けていた。予備選挙の2日前、匿名のレポートがハワイ州の麻薬管理局に届いた。同レポートには「へフテルが小児性愛者で、黒人と同性愛の関係にあり、麻薬とアルコールの中毒者である」と書かれていたという。このレポートは報道機関や他の知事候補にも匿名で送られていたが、報道機関は公表せず、他の候補もこのレポートに言及しなかった。その後、予備選挙でへフテルの得票率は36%に止まり、45%を獲得したワイヘエに敗れた。へフテルはレポートが選挙結果に影響したと主張したが、政治評論家はワイヘエが直前に強力な草の根キャンペーンを行っていた点から影響を否定した。また、同予備選で3位となったパッツイー・ミンクはマスメディアがへフテルが下院議員時代に行った投票を批判したことが敗因ではないかと語った。
その後、へフテルは失意のうちにハワイを離れ、アメリカ本土での放送事業を再開した。
2005年から3年間ハワイ州教育委員会の委員を務めた。
2010年2月4日、カリフォルニア州サンディエゴの病院で亡くなった。